# Princeton (Illinois)
Princeton is een plaats (city) in de Amerikaanse staat Illinois, en valt bestuurlijk gezien onder Bureau County.

## Demografie
Bij de volkstelling in 2000 werd het aantal inwoners vastgesteld op 7501. In 2006 is het aantal inwoners door het United States Census Bureau geschat op 7555, een stijging van 54 (0,7%).

## Geografie
Volgens het United States Census Bureau beslaat de plaats een oppervlakte van 17,4 km², geheel bestaande uit land.

## Plaatsen in de nabije omgeving
De onderstaande figuur toont nabijgelegen plaatsen in een straal van 16 km rond Princeton.

## Geboren
- Virgil Fox (1912-1980), organist
- David A. Uber (1921-2007), componist, muziekpedagoog, dirigent, trombonist en musicus
- Billy Garrett (1933-1999), coureur
- Josh Taylor (1943), acteur